# Anataboshi
Singles de MilkyWay
Tan Tan Taan!
(2008)
Singles par Tsukishima Kirari starring Kusumi Koharu (Morning Musume)
Chance!
(2007) Papancake
(2008)
Anataboshi ou Anata Boshi (アナタボシ, trad. : "Ton étoile") est le premier single du trio MilkyWay, sorti en 2008.

## Présentation
Le single sort le 30 avril 2008 au Japon sur le label zetima. Il atteint la 3e place du classement des ventes de l'Oricon. Il sort aussi en édition limitée avec une pochette différente et une carte de collection en supplément, ainsi qu'au format "single V"  (vidéo DVD contenant les clips vidéo de la chanson-titre et un making of) une semaine après.
Il est chanté par Koharu Kusumi des Morning Musume entourée de Sayaka Kitahara et Yū Kikkawa du Hello! Pro Egg, incarnant Kirari Tsukishima, Noël Yukino et Cobeni Hanasaki, chanteuses de fiction de la série anime Kilari (Kirarin Revolution) doublées par les membres du trio.
Les deux chansons du single servent de génériques de début et de fin à la série : Anataboshi en est son 6e thème d'ouverture (épisodes 103 à 128), et la "face B" San-San Go-Go en est son 10e thème de fin (épisodes 103 à 115). Elles figureront sur le troisième album de Tsukishima Kirari starring Kusumi Koharu (Morning Musume), Kirari to Fuyu qui sort en fin d'année, puis sur sa compilation Best Kirari de 2009. La chanson-titre figurera aussi sur la compilation du Hello! Project Petit Best 9.
Les deux chansons seront adaptées en français dans la version française de la série, sous les titres respectifs Mon Étoile et Main dans la Main, servant de génériques de début et de fin à la troisième saison.

## Liste des titres
| 1. | Anataboshi (アナタボシ)                   | 2°C / Yūya Saitō / Yūya Saitō      |  |
| 2. | San-San Go-Go (サンサンGOGO)              | 2°C / Katsuya Yoshida / K. Yoshida |  |
| 3. | Anataboshi (Instrumental) (アナタボシ...) | (...) / Yūya Saitō / Yūya Saitō    |  |

| 1. | Anataboshi (アナタボシ)                                                   |  |
| 2. | MilkyWay no One Point Dance Lesson (MilkyWayのワンポイントダンスレッスン) |  |
| 3. | Anataboshi (Dance Shot Ver.) (アナタボシ...)                              |  |
| 4. | Making Eizō (メイキング映像)                                              |  |